# ISS-Expeditie 43
ISS-Expeditie 43 was de drieënveertigste missie naar het Internationaal ruimtestation ISS. De missie begon op 11 maart 2015 met het vertrekken van het Sojoez TMA-14M-ruimtevaartuig vanaf het ISS met drie bemanningsleden van ISS-Expeditie 42 aan boord. 

## Bemanning
| Bevelhebber       | Terry Virts, NASA 2e ruimtevlucht               | Terry Virts, NASA 2e ruimtevlucht               |                                         |                                         |
| Flight Engineer 1 | Anton Sjkaplerov, RSA 2e ruimtevlucht           | Anton Sjkaplerov, RSA 2e ruimtevlucht           |                                         |                                         |
| Flight Engineer 2 | Samantha Cristoforetti, ASI/ESA 1e ruimtevlucht | Samantha Cristoforetti, ASI/ESA 1e ruimtevlucht |                                         |                                         |
| Flight Engineer 3 |                                                 | Gennady Padalka, RSA 5e ruimtevlucht            | Gennady Padalka, RSA 5e ruimtevlucht    | Gennady Padalka, RSA 5e ruimtevlucht    |
| Flight Engineer 4 |                                                 | Michail Kornijenko, RSA 2e ruimtevlucht         | Michail Kornijenko, RSA 2e ruimtevlucht | Michail Kornijenko, RSA 2e ruimtevlucht |
| Flight Engineer 5 |                                                 | Scott Kelly, NASA 4e ruimtevlucht               | Scott Kelly, NASA 4e ruimtevlucht       | Scott Kelly, NASA 4e ruimtevlucht       |